# Parauapebas
Parauapebas város Brazíliában, Pará államban. Lakosainak száma 267 836 fő (2022). Parauapebas Marabá, Água Azul do Norte, Canaã dos Carajás, Curionópolis, Ourilândia do Norte és São Félix do Xingu községekkel határos.

## Népesség
A település népességének változása:
| Lakosok száma | 71 568 | 153 908 | 218 787 | 267 836 |
|               | 2000   | 2010    | 2021    | 2022    |